# Милих, Ганс
Ганс Милих (нем. Hans Mielich, также Muelich; 1516, Мюнхен — 10 марта 1573, Мюнхен) — немецкий художник эпохи позднего Возрождения.

## Жизнь и творчество
Сын мюнхенского художника Вольфганга Милиха, и первые свои уроки рисования получил в мастерской отца. В 1528 году познакомился с художниками Людвигом Рефингером и Бартелем Бехамом. В 1536 году приехал в Регенсбург, где оказался под влиянием творчества Альбрехта Альтдорфера и художников дунайской школы. В 1540 вернулся в Мюнхен, и в 1541 году, по указанию баварского герцога Вильгельма IV, отправился в Рим. После возвращения более не покидал родной город. В июле 1543 стал членом мюнхенской гильдии художников.
Будучи близким знакомым, а затем и другом герцога Альбрехта V, который, начиная с 1545 года, неоднократно обращался к мастеру с заказами, Г. Милих со временем стал преуспевающим придворным художником. В 1555 возглавил гильдию художников Мюнхена.
Ганс Милих является одним из самых значительных мюнхенских художников эпохи Ренессанса. Он написал множество религиозных картин (как правило, на досках), портреты, картины на историческую тематику, оформлял алтари в церквях, занимался иллюстрацией книг. После посещения Рима создавал свои работы в стиле, близком к итальянскому маньеризму. Наиболее известной его работой является алтарь собора Богоматери в Ингольштадте.

## Иллюстрирование книг
Современникам художник был известен также в качестве автора миниатюр к манускриптам. Среди них: нотные сборники, описи драгоценностей... Самой знаменитой подобной работой художника стала «Книга сокровищ герцогини Анны Баварской» («Kleinodienbuch der Herzogin Anna von Bayern», BSB-Hss Cod.icon. 429) — манускрипт, выполненный в 1555 году для герцога Альбрехта V Баварского и его супруги Анны Баварской.

## Галерея

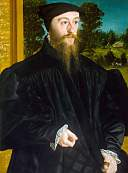
Портрет Петера Фрошля (1540)
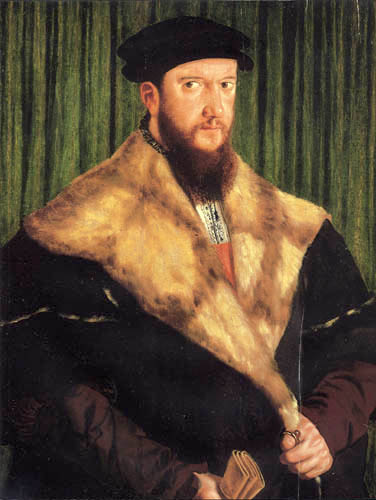
Портрет молодого человека (1550)
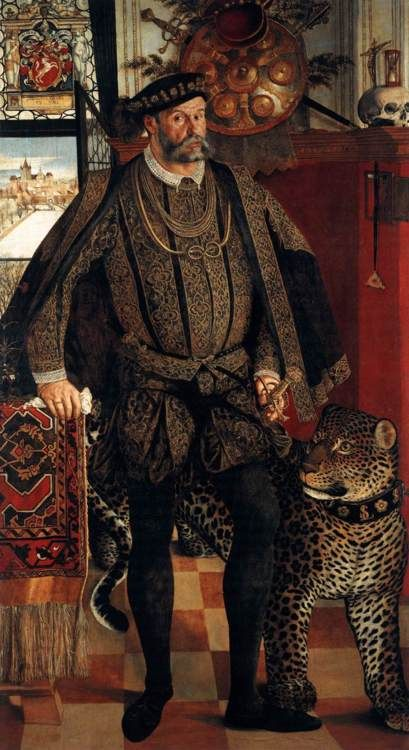
Портрет графа Ладислауса фон Гааг с пантерой (1557)
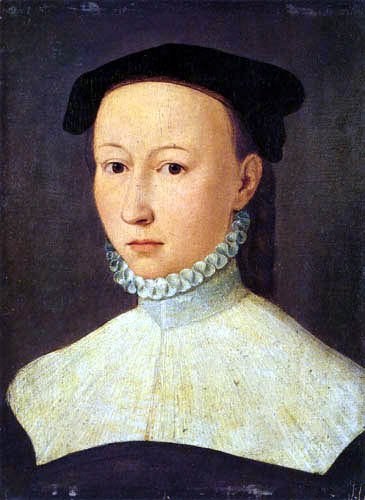
Портрет молодой женщины (1560)
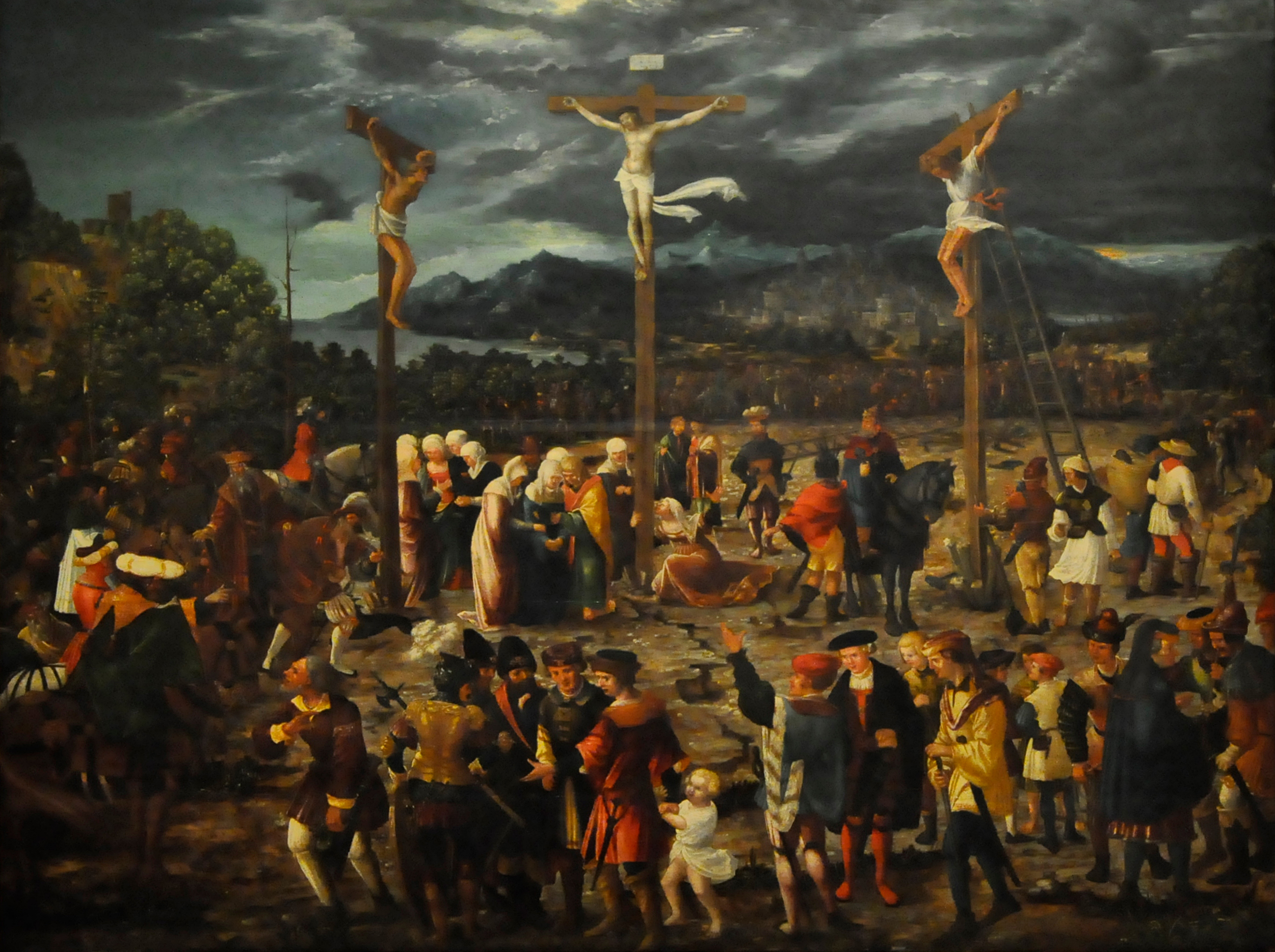
Распятие
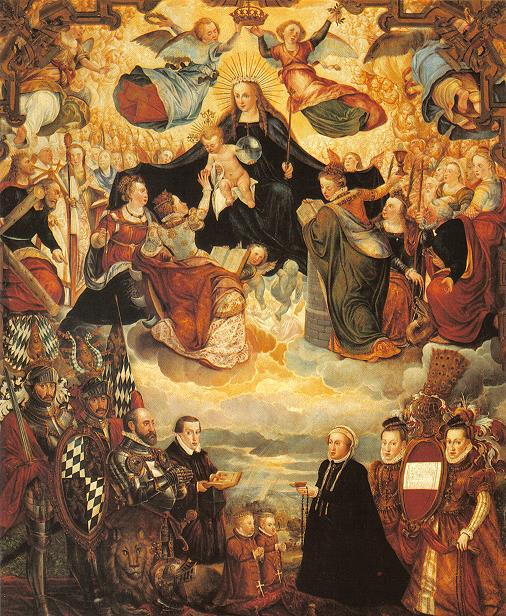
Герцог Альбрехт V Баварский с семьёй (1572)
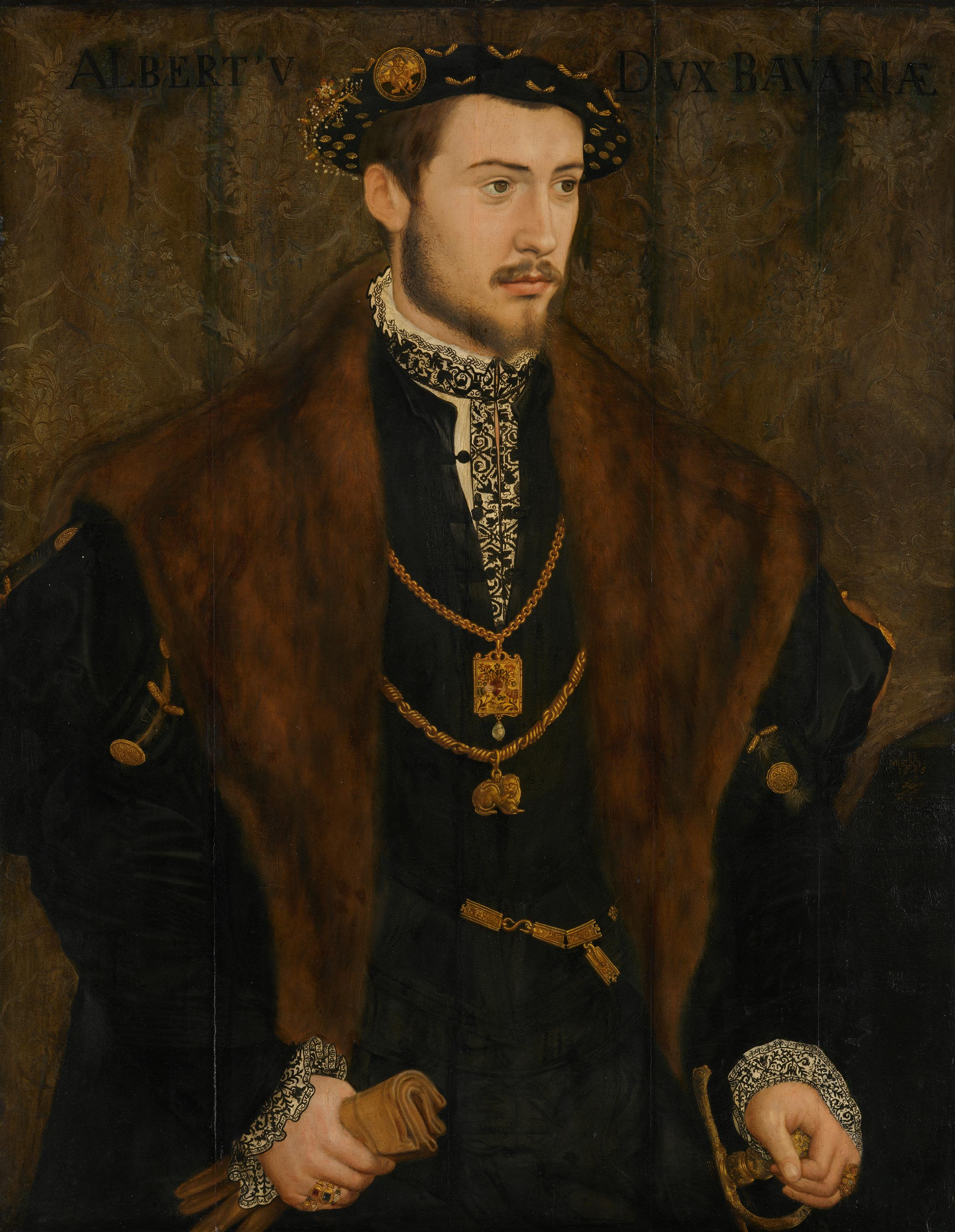
Портрет молодого герцога Альбрехта V
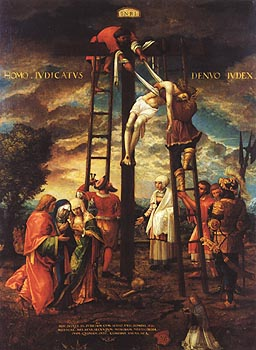
Снятие с креста

- Kategorie:Hans Muelich:  - Медиафайлы на Викискладе